# Хуго Майзъл
Хуго Майзъл (на немски: Hugo Meisl) (16 ноември 1881 – 17 февруари 1937) е една от най-значимите личности в историята на австрийския футбол. След края на кариерата си като играч той работи успешно като треньор, функционер, съдия, генерален секретар на Австрийската футболна асоциация и като делегат на ФИФА.